# What Happened and What's Going On
"What Happened And What's Going On" là tập thứ chín, đồng thời là tập mở đầu nửa sau Phần 5 của series phim truyền hình The Walking Dead. Tập phim được phát sóng trên kênh AMC của Mỹ vào ngày 8 ngày 2 năm 2015. Khi phát sóng, tập phim đã được 15,64 triệu người xem trong đó có 8,0 triệu người từ 18-49 tuổi.

## Nội dung tập
17 ngày đã trôi qua từ sau cái khi Beth chết, Maggie và Noah vẫn còn đang đau buồn trước cái chết đột ngột của cô. Sau khi rời khỏi bệnh viện, Rick, Glenn, Daryl và Sasha đi tìm kiếm nhu yếu phẩm. Rick kiểm tra một chiếc xe tải và sau đó sử dụng nó làm phương tiện di chuyển cho nhóm.
Sau khi nghe Noah kể về nơi mà mẹ cùng 2 em của mình đang sống - một cộng đồng an toàn với tường bao bọc xung quanh và khoảng 20 người sống sót, Rick quyết định rằng sẽ cùng một vài người khác trong nhóm hộ tống Noah đến đó. Khi Glenn hỏi anh rằng liệu sẽ thế nào nếu nơi đó không còn nữa, Rick đáp lại rằng cả nhóm sẽ lại tiếp tục đi. Michonne tiếp lời anh: "Và rồi chúng ta sẽ tìm được một nơi ở mới"
Rick, Michonne, Glenn, Tyreese và Noah lên đường đi tới nơi mà gia đình Noah đang ở. Khi hỏi Noah và được biết rằng chỉ còn cách nơi đó 5 dặm, Rick cầm bộ đàm của mình lên và báo lại cho Carol. Carol nói rằng nếu không thấy nhóm Rick quay trở lại, cô cùng những người khác sẽ đến tìm. Noah và Tyreese cùng nói chuyện với nhau về gia đình của hai người. Noah hy vọng rằng gia đình mình vẫn đang sống tốt tại nơi sắp đến và Tyreese bày tỏ sự đồng cảm với cậu.
Họ dừng xe lại ở cách khu vực đó khoảng 2 dặm và đi bộ lại gần với sự đề phòng. Khi lại gần cánh cổng của cộng đồng đó, Noah chạy đến và thử mở nó, nhưng cánh cổng đã bị khóa. Cả nhóm nghe thấy một vài tiếng động phía bên trong, Glenn liền trèo lên bức tường để nhìn vào bên rong, anh thấy thị trấn đã bị hủy hoại với những xác chết la liệt và xác sống lang thang xung quanh. Noah hoảng loạn và trèo qua bức tường để vào bên trong. Cậu suy sụp khi nhìn thấy cảnh tượng trước mắt trong khi Rick và những người khác đuổi theo phía sau. Tyreese cố an ủi Noah rằng mọi chuyện sẽ ổn thôi, giờ đây Noah là một phần trong nhóm của anh. Rick cũng bày tỏ sự đồng cảm với Noah, anh nói rằng mình thực sự rất tiếc về những gì đã xảy ra.
Rick dùng bộ đàm thông báo cho Carol rằng nơi họ đến đã không còn an toàn nữa. Rick, Michonne và Glenn đi xung quanh các căn nhà để tìm đồ nhu yếu phẩm trong khi Tyreese ở lại cùng Noah. Rick và Glenn nói chuyện về chuyện xảy ra lúc còn ở bệnh viện, rằng họ sẽ giết Dawn dù biết rằng việc cô ta bắn chết Beth chỉ là tai nạn.
Trong khi đó, Tyreese đang kể với Noah về những mất mát của anh và an ủi cậu rằng mọi chuyện thực sự chưa kết thúc. Noah chợt đứng dậy khi nhìn thấy ngôi nhà của gia đình mình và vội vàng chạy tới trong khi Tyreese chạy theo sau. Cả hai cùng bước vào nhà và nhìn thấy xác chết của mẹ Noah. Trong khi Noah với vẻ mặt buồn bã dùng một tấm vải phủ lên người mẹ mình, Tyreese đi kiểm tra các phòng bên trong căn nhà và bước vào phòng của một trong hai người em sinh đôi của Noah (lúc này chỉ còn là một xác chết trên giường). Khi đang mải nhìn những tấm ảnh trên tường, Tyreese bị người em còn lại của Noah (trong hình hài xác sống) lao tới từ sau và cắn vào cánh tay. Nghe thấy tiếng động, Noah vội vàng chạy vào và dùng một mô hình máy bay đâm chết em mình, cậu bảo Tyreese ngồi yên để mình chạy ra ngoài tìm nhóm của Rick.
Trong lúc mê man dần vì mất máu, Tyreese bỗng gặp ảo giác và nhìn thấy những người đã chết mà trước đây anh từng biết. Đầu tiên là Martin - kẻ đến từ Terminus, hắn nói với Tyreese rằng nếu hồi đó anh giết hắn, nếu anh không tha cho hắn đi và nói dối với Carol, thì có lẽ Gareth đã không thể lần theo nhóm Rick và gây nên cái chết của Bob. Ngay sau đó, Bob cũng xuất hiện và nói rằng trước đó anh đã bị xác sống cắn, nên đằng nào anh cũng sẽ chết. Một đoạn tin tức vang lên từ chiếc đài radio gần đó, đưa tin về một nhóm những kẻ tấn công rùng rợn. The Governor đột nhiên xuất hiện trước mặt Tyreese và nhắc lại cho anh nhớ về việc trước đây anh từng nói với hắn rằng sẽ làm bất kỳ điều gì để chứng tỏ khả năng của mình (lúc còn ở Woodbury). Mika và Lizzie cũng xuất hiện và cố an ủi Tyreese, hai cô bé nói với anh rằng mọi chuyện như bây giờ thì tốt hơn. Nhưng The Governor phủ nhận lời của họ, đột nhiên, hắn biến thành một con walker (ở thực tại) và lao đến tấn công Tyreese. Tyreese hạ gục được nó nhưng đã phải chịu đựng thêm một phát cắn khác ở cánh tay. Anh gục ngã ra sàn nhà do mất máu.
Trong khi đó, Michonne nói với Rick và Glenn ý định ở lại thị trấn này, nhưng Rick chỉ ra cho cô vài điểm bất lợi. Khi họ tìm thấy một nơi chứa nửa thân dưới của xác người nằm la liệt, Michonne lại tiếp tục đưa ra gợi ý rằng họ nên đến Washington như dự định ban đầu của nhóm Abraham. Sau một hồi suy nghĩ, Rick đồng ý với cô. Đúng lúc đó, họ nghe thấy tiếng kêu cứu của Noah - người lúc này đang bị tấn công bởi một vài xác sống. Nhóm Rick kịp thời đến cứu cậu và hay tin về Tyreese, họ nhanh chóng chạy tới chỗ anh.
Trong căn phòng mà Tyreese đang ngồi, hình ảnh Beth hiện lên phía sau Lizzie và Mika, cô cất tiếng hát rồi nói với Tyreese rằng mọi chuyện giờ đây sẽ ổn thôi. Bob tiếp lời cô rằng sẽ không sao cả nếu như Tyreese không muốn làm một phần của thế giới này nữa. Martin chỉ ra rằng nếu Tyreese không muốn làm một phần của thế giới này nữa, tại sao anh vẫn còn đang sống, còn đang là một phần của nó. Và The Governor nhắc lại với Tyreese về việc anh đã tha thứ cho Carol sau những gì cô ấy đã làm với người mà anh yêu - Karen. Tyreese bèn đứng dậy và thừa nhận rằng đúng là hồi đó anh đã nói rằng mình sẵn sàng làm bất cứ điều gì để được hắn nhận vào Woodbury, nhưng đó là lúc mà anh chưa biết rõ về hắn, và giờ đây anh đã hiểu The Governor là người như thế nào. Tyreese cũng biết những điều đã và đang xảy ra, anh chỉ tay về phía The Governor và nói rằng hắn và tất cả những gì thuộc về hắn giờ đây đã chết. Anh tha thứ cho Carol bởi vì mọi chuyện chưa kết thúc, anh vẫn sẽ lắng nghe những tin tức để giúp mọi người. The Governor bỗng tiến tới và đẩy ngã Tyreese, hắn nói rằng anh sẽ phải trả giá.
Lát sau, Lizzie và Mika nắm lấy cánh tay đẫm máu của Tyreese. Thực ra đó chính là Rick đang giữ chặt lấy cánh tay anh để Michonne dùng kiếm cô chém đứt phần bị cắt đó. Họ cùng đưa Tyreese quay trở lại xe trong khi anh đang ngày một yếu đi và lịm dần vì mất máu. Rick dùng bộ đàm báo cho nhóm Carol rằng họ cần phải đốt vết thương của Tyreese để ngăn máu chảy. Khi khởi động xe, Rick không may đâm phải một chiếc xe phía trước, bên trong chiếc xe đó là hàng loạt nửa thân trên của xác người (lúc này đã bị biến đổi thành walker) văng ra ngoài, trên trán của mỗi cái xác có khắc chữ cái "W".
Khi ở trên xe, Tyreese lại một lần nữa gặp ảo giác và nghe thấy những đoạn tin tức trên sóng radio. Khi anh bảo hãy tắt đài đi, hình ảnh Bob xuất hiện ở ghế trước anh quay lại và mỉm cười. Tyreese nhìn thấy Beth đang cầm tay lái trong khi chị em Lizzie và Mika ngồi cạnh anh và mỉm cười. Họ đều một lần nữa an ủi anh rằng mọi chuyển giờ đây đã ổn hơn rồi. Phía bên ngoài, ánh nắng dần tắt và Tyreese chút hơi thở cuối cùng, ra đi trong thanh thản. Những người ngồi cùng xe nhận ra điều này và dừng xe lại. Họ đưa xác anh ra ngoài và Michonne dùng kiếm của mình một lần nữa để ngăn cho anh không bị biến đổi.
Lát sau, cả nhóm tổ chức lễ tang cho Tyreese. Sasha có vẻ bị shock và vẫn chưa tin nổi rằng anh mình đã chết. Cuối tập là hình ảnh cây thánh giá bằng gỗ được cắm phía trên mộ Tyreese cùng chiếc mũ mà anh hay đội.

## Diễn đàn

### Diễn viên chính
- Andrew Lincoln vai Rick Grimes
- Norman Reedus vai Daryl Dixon
- Steven Yeun vai Glenn Rhee
- Lauren Cohan vai Maggie Greene
- Chandler Riggs vai Carl Grimes
- Danai Gurira vai Michonne
- Melissa McBride vai Carol Peletier
- Michael Cudlitz vai Abraham Ford
- Emily Kinney vai Beth Greene
- Chad Coleman vai Tyreese Williams
- Sonequa Martin-Green vai Sasha Williams
- Josh McDermitt vai Eugene Porter
- Christian Serratos vai Rosita Espinosa
- Alanna Masterson vai Tara Chambler
- Seth Gilliam vai Gabriel Stokes

### Diễn viên định kỳ
- Tyler James Williams vai Noah

### Khách mời đặc biệt
- David Morrissey vai Philip Blake
- Lawrence Gilliard Jr. vai Bob Stookey
- Brighton Sharbino vai Lizzie Samuels
- Kyla Kenedy vai Mika Samuels
- Chris Coy vai Martin

*Không xuất hiện trong tập này

### Các diễn viên phụ khác
- Charlotte & Clara Ward vai Judith Grimes

## Cái chết trong tập
- Một vài cư dân của khu dân cư Shirewilt (Sau khi biến đổi)
- Tyreese Williams

## Đánh giá
"What Happened And What's Going On" nhận được sự tán thưởng nhiệt liệt từ giới phê bình. Hầu hết đều dành những lời khen cho diễn xuất của nam diễn viên Chad Coleman (thủ vai Tyreese) và đạo diễn của tập phim là Greg Nicotero. Trên trang Rotten Tomatoes, toàn bộ 100% 27 bài đánh giá tập phim đều mang tính tích cực. Erik Kain từ trang Forbes thậm chí còn cho rằng đây là tập phim hay nhất của The Walking Dead trong vòng nhiều năm trở lại đây. Matt Fowler của trang IGN cho tập phim số điểm là 9.0 trên 10.

## Bên lề
- Tên của tập phim "What Happened And What's Going On" ngụ ý cho lời nói của Tyreese ở đầu tập rằng anh vẫn chưa thể đối mặt với những thực tại "đã và đang diễn ra", và đồng thời cũng là lời nói cuối tập của anh khi anh nói anh biết rõ những gì "đã và đang diễn ra" và dám đối diện với chúng.
- Greg Nicotero xác nhận trong Talking Dead rằng đã 17 ngày trôi qua kể từ sau cái chết của Beth.
- Đây là tập phim đầu tiên của phim có bối cảnh nằm ngoài bang Georgia của Mỹ.
- Đây là tập phim mở đầu cho nửa sau của một mùa phim đầu tiên có cái chết của một nhân vật chính.
- Phần 5 này cũng là phần đầu tiên có 2 tập phim kết thúc giữa mùa và mở đầu giữa mùa có những cái chết của nhân vật chính.
- Với cái chết của Tyreese, Sasha là thành viên còn lại duy nhất trong nhóm gốc của cô còn sống sau tập phim này.
- Nhà sản xuất Gale Anne Hurd cho biết rằng cảnh chết của Tyreese là cảnh chết xúc động nhất mà đoàn làm phim từng thực hiện: "Nếu ở phim trường lúc đó mà có một người không hề rơi nước mắt, người đó hẳn có trái tim thật sắt đá" - bà cho biết.
- Khu dân cư Shirewilt trong tập là một phiên bản tương tự với khu Wiltshire trong truyện nơi nhóm Rick từng đến. Do trước đó Kirkman từng xác nhận nơi Andrea và Shane đến tìm Sophia trong Phần 2 là Wiltshire nên với phiên bản mới này, đoàn làm phim đã phải thay đổi tên của khu vực để tránh lặp lại.
- Khu Shirewilt Estates này thực tế là một khu phố có thật ở ngoại ô Georgia, đoàn làm phim đã phải xây dựng cho bề ngoài của nó nhìn trông như bị thế lực nào đó tấn công và một bức tường bao bọc xung quanh được làm bởi hiệu ứng đặc biệt.
- Bài hát mà Beth hát trong tập này là "Struggling Man" của Jimmy Cliff.[8]